# Paul Félix Ferri-Pisani
Paul Félix Ferri-Pisani (Ajaccio, Córcega, 4 de septiembre de 1770-Padua (Italia), 24 de octubre de 1846) fue un político francés bajo el Primer Imperio. Emparentado con los Bonaparte, se convirtió en fiel «servidor» del rey José Bonaparte tanto en Nápoles como en España.
En Nápoles fue uno de los pocos corsos que obtuvo cargos muy importantes. Fue nombrado Ministro de Correos. El rey José Bonaparte le concedió el título de conde de San Anastasio. En Nápoles se casó con Camille Jourdan, una de las hijas del mariscal Jean-Baptiste Jourdan, el principal consejero militar del rey.
Cuando en junio de 1808 José Bonaparte accedió al trono español tras las abdicaciones de Bayona, fue uno de los pocos civiles franceses que le habían servido en Nápoles que le acompañaron y ocuparon cargos importantes. Tanto él como Miot de Mélito fueron nombrados consejeros de Estado y el conde de San Anastasio llegó a presidir la sección de finanzas.
Cuando José I abandonó España en julio de 1813 le acompañó a Francia. Durante los Cien Días fue nombrado prefecto de Vendée. En 1830 fue nombrado miembro del Consejo de Estado francés. 
A lo largo de su vida fue nombrado miembro de la Legión de Honor, de la Orden de las Dos Sicilias y de la Orden de la Corona de Hierro.